# Colonia di Plymouth
La Colonia di Plymouth o New Plymouth è stata una delle prime colonie inglesi nel Nuovo Mondo, fondata nel 1620.

## Storia

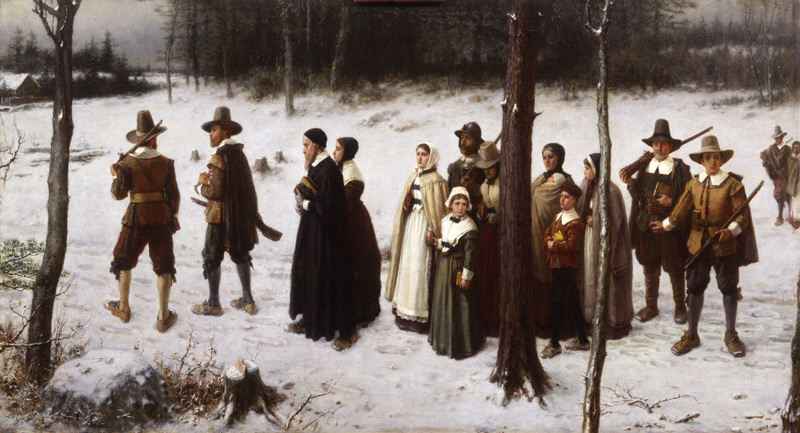
Pellegrini che vanno in chiesa di George Henry Boughton (1867)

La colonia fu fondata il 21 novembre 1620 al termine del viaggio della Mayflower, una nave proveniente da Plymouth, e abitata fino al 1691, quando fu annessa alla Provincia della Massachusetts Bay. Fu il primo insediamento stabile sulle coste della Nuova Inghilterra.
I coloni la denominarono New Plimoth o Plimouth, utilizzando l'Early Modern English dell'inizio del sedicesimo secolo.
La maggioranza dei passeggeri della Mayflower erano Padri Pellegrini, a differenza dei fondatori di Jamestown, in buona misura avventurieri, coloni e loro servi. La destinazione del viaggio avrebbe dovuto essere la colonia della Virginia, ma dopo un viaggio durissimo la terra fu avvistata il 9 novembre 1620 all'altezza di Capo Cod e lo sbarco avvenne, secondo la tradizione, presso la roccia di Plymouth.
Causa la destinazione imprevista, i passeggeri che non facevano parte del gruppo principale più tardi identificato nei Padri Pellegrini (al tempo tra di loro si chiamavano santi, denominando gli altri stranieri), composto da avventurieri e normali coloni, asserirono di non volersi sottoporre ad alcun comando. Allo scopo di garantire la sopravvivenza dell'insediamento e di tenere sotto controllo tali tendenze, i Padri Pellegrini sottoscrissero a bordo, l'11 novembre 1620, un patto che stabiliva delle regole per l'insediamento, secondo un principio maggioritario (senza tener conto di donne e minori) e di lealtà al sovrano inglese.
Il patto originale è andato perduto e le versioni riportate differiscono leggermente, ma una lista dei 41 passeggeri maschi che lo firmarono è riportata nel New England's Memorial (1669) di Nathaniel Morton, nipote di William Bradford.
Il primo inverno fu durissimo e causò la morte di una quarantina di coloni. La sopravvivenza fu possibile solo grazie all'aiuto delle popolazioni indigene – nella coltivazione del mais, nella caccia e nella pesca – e a un trattato con esse, mediato dai nativi anglofoni Squanto e Samoset.
Malgrado l'esiguità della colonia e la sua breve storia, essa riveste un ruolo essenziale nella tradizione e nella storia degli Stati Uniti d'America, tanto che ad essa si ispira il Giorno del ringraziamento. Oggi vi sorge la cittadina di Plymouth, capoluogo dell'omonima contea.